# Kozalj Vrh
Kozalj Vrh is een plaats in de gemeente Duga Resa in de Kroatische provincie Karlovac. De plaats telt 96 inwoners (2001).